# Westmount
Westmount je grad u Kanadi u pokrajini Québec. Ovaj grad je enklava u gradu Montréalu i dio je njegovog aglomerizacijskog područja. Grad je izuzetno gusto naseljen s 5.092,56 stanovnika/km², što ga čini drugim gradom u Kanadi po gustoći stanovnika nakon Notre-Dame-des-Angesa.

## Povijest
Grad Westmount osnovan je 1874. godine. Tijekom povijesti Westmount je bio enklava bogatih anglofonih doseljenika britanskog podrijetla, zbog čega je dugo nosio status najbogatije zajednice u Kanadi. Zbog ovog statusa grad je bio meta nekoliko bombaških napada Fronte za oslobođenje Québeca u 1960-ima. Danas grad naseljava većinom srednji i gornji srednji sloj stanovništva. Ipak, danas ovdje još uvijek žive neke od najbogatijih obitelji u Kanadi.
Godine 2002., grad je pripojen gradu Montréalu, ali je već prvog dana 2006. godine, nakon održanog lokalnog referenduma, Westmount ponovno postao samostalan grad.

## Stanovništvo
Oko 27% stanovništva grada rođeno je u inozemstvu.
Materinski jezik većine stanovništva je engleski (54,13%), dok je francuski materinski jezik za 21,31% stanovnika Westmounta. Stanovništvo ovog grada je iznimno dvojezično, te preko 75% stanovništva govori i engleski i francuski.
Religijski sastav grada je sljedeći: katolici (31,0%), židovi (23,2%), protestanti (21,5%), pravoslavci (3,7%), muslimani (2,7%) i ostali kršćani (1,9%).

## Vanjske poveznice
- (engl.) (fr.) Službena stranica grada